# Viviparus malleatus
Viviparus malleatus är en snäckart som beskrevs av Reeve. Viviparus malleatus ingår i släktet Viviparus och familjen sumpsnäckor. Inga underarter finns listade i Catalogue of Life.